# 西蒙尼·帕多因
西蒙尼·帕多因（Simone Padoin，1984年3月18日—）是意大利的一位足球選手。在場上司職左後衛，也可司職中場。他現在效力于意甲球隊卡利亞里。

## 外部連結
- （意大利文） Atalanta B.C. Official Player Profile
- （意大利文） Simone Padoin National Team Stats at FIGC.it
- http://www.tuttocalciatori.net/Padoin_Simone （页面存档备份，存于）